# Emma Amos
Emma Amos, född 18 augusti 1967 i Newcastle-under-Lyme i Staffordshire, är en brittisk skådespelare som är mest känd för sin roll Yvonne Sparrow i de tre sista säsongerna av Goodnight Sweetheart
Amos har även medverkat i deckarserien Morden i Midsomer där hon var med i avsnittet Dödsbringande vatten som Sandra Tate.